# Genesis (sonda)
Genesis byla americká kosmická sonda programu Discovery z roku 2001, určená k výzkumu Slunce, resp. k průzkumu slunečního větru.

## Předchozí výzkumy
Sonda Genesis byla po sondě SOHO, satelitu TRACE a sondě Ulysses v pořadí čtvrtou z poslední doby, která byla zaměřena primárně na výzkum Slunce. Jako první se pokusila o sběr částic slunečního větru. Plánované náklady na projekt Genesis byly 216 milionů dolarů.. Dílčí pokusy v tomto směru byly prováděny v USA a SSSR 20 let předtím se sondami z programů Explorer a Kosmos.

## Konstrukce
Sonda obsahovala na dálku řízené necelé tři stovky lapačů, které dva roky sbíraly částice slunečního větru. Hmotnost sondy při startu byla 636 kg.

## Průběh mise

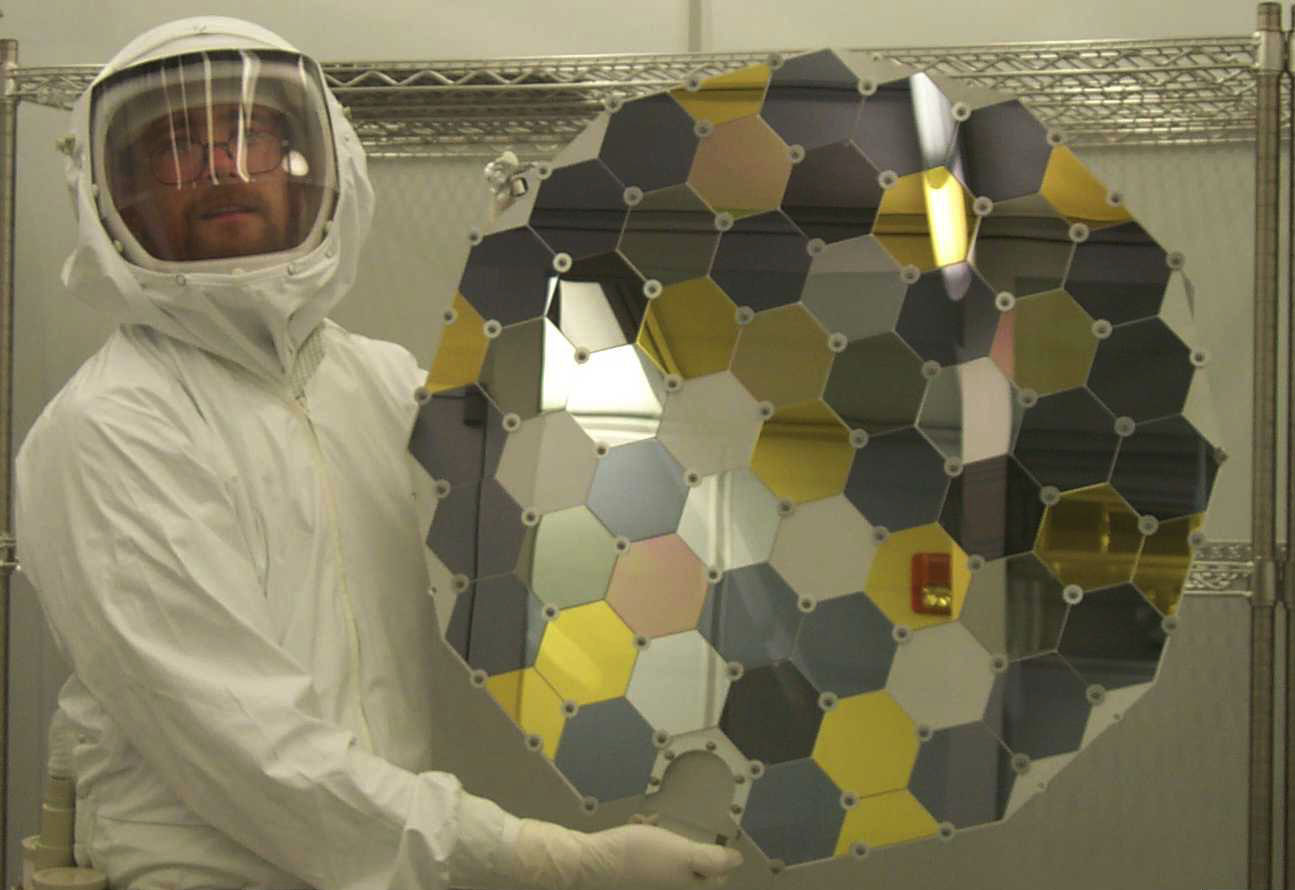
Lapač sondy z ultra tenkých materiálů: silikonu, zlata, safíru, diamantu a jiných

Sonda odstartovala z kosmodromu Eastern Test Range na Floridě 8. srpna 2001 s pomocí nosné rakety Delta II 7326. V katalogu COSPAR má označení 2001-034A.
Přistávací pouzdro sondy mělo v plánu přistát v poušti v Utahu s padáky, ale aby se zamezilo sebemenším poškozením, byl připraven vrtulník s dlouhým zavěšeným hákem, který měl sondu zachytit.
Plánované přistání pouzdra sondy se odehrálo 8. září 2004. Návratovému pouzdru sondy Genesis se dle vyšetřování vinou špatné instalace senzoru, indikujících vstup do atmosféry, neotevřel padák. Pouzdro se po pádu rychlostí 311 km/h rozbilo v poušti. Jeho zbytky a vzorky v něm byly převezeny do laboratoří NASA k dalšímu zkoumání. Muselo se určit, k jak velké kontaminaci došlo a jak velká tloušťka materiálu se musela odstranit, aby se vědci dostali na vzorky slunečního větru nekontaminované nečistotami z místa dopadu.
Samotná sonda pak pokračuje dál v letu kolem Slunce.